# Finales de la NBA de 1967
Las Finales de la NBA de 1967 fueron las series definitivas de los playoffs de 1967 y suponían la conclusión de la temporada 1966-67 de la NBA, con victoria de Philadelphia 76ers, campeón de la Conferencia Este, sobre San Francisco Warriors, campeón de la Conferencia Oeste, en la primera vez en 11 temporadas que no jugaban las finales los Boston Celtics. El enfrentamiento reunió a 5 futuros miembros del Basketball Hall of Fame, 3 jugadores de los Sixers y 2 de los Warriors, además de los dos entrenadores, Bill Sharman y Alex Hannum.

## Resumen
| Partido | Fecha       | Equipo local  | Resultado     | Equipo visitante |
| ------- | ----------- | ------------- | ------------- | ---------------- |
| 1       | 14 de abril | Philadelphia  | 141-135 (Pr.) | San Francisco    |
| 2       | 16 de abril | Philadelphia  | 126-95        | San Francisco    |
| 3       | 18 de abril | San Francisco | 130-124       | Philadelphia     |
| 4       | 20 de abril | San Francisco | 108-122       | Philadelphia     |
| 5       | 23 de abril | Philadelphia  | 109-117       | San Francisco    |
| 6       | 24 de abril | San Francisco | 122-125       | Philadelphia     |

76ers ganan las series 4-2

## Enfrentamientos en temporada regular
Durante la temporada regular, los Sixers y los Warriors se vieron las caras hasta en nueve ocasiones (la liga la formaban entonces 10 equipos), jugando tres encuentros en el Philadelphia Convention Hall, otros tres en el Cow Palace y el resto en campo neutral. La ventaja era de los Sixers, que habían conseguido ganar en siete ocasiones.
| 4 de noviembre | San Francisco Warriors | 129–134 | Philadelphia 76ers |                                                    |
|                |                        |         |                    |                                                    |
|                |                        |         |                    | Pabellón: Philadelphia Convention Hall, Filadelfia |

| 24 de noviembre | San Francisco Warriors | 123–140 | Philadelphia 76ers |                                                    |
|                 |                        |         |                    |                                                    |
|                 |                        |         |                    | Pabellón: Philadelphia Convention Hall, Filadelfia |

| 22 de diciembre | Philadelphia 76ers | 116–114 | San Francisco Warriors |                               |
|                 |                    |         |                        |                               |
|                 |                    |         |                        | Pabellón: Cow Palace, Oakland |

| 2 de febrero | Philadelphia 76ers | 120–137 | San Francisco Warriors |                               |
|              |                    |         |                        |                               |
|              |                    |         |                        | Pabellón: Oakland, California |

| 4 de febrero | Philadelphia 76ers | 140–127 | San Francisco Warriors |                               |
|              |                    |         |                        |                               |
|              |                    |         |                        | Pabellón: Oakland, California |

| 7 de febrero | San Francisco Warriors | 123–126 | Philadelphia 76ers |                                   |
|              |                        |         |                    |                                   |
|              |                        |         |                    | Pabellón: Pittsburgh, Pensilvania |

| 2 de marzo | San Francisco Warriors | 128–136 | Philadelphia 76ers |                                                    |
|            |                        |         |                    |                                                    |
|            |                        |         |                    | Pabellón: Philadelphia Convention Hall, Filadelfia |

| 14 de marzo | Philadelphia 76ers | 139–110 | San Francisco Warriors |                               |
|             |                    |         |                        |                               |
|             |                    |         |                        | Pabellón: Cow Palace, Oakland |

| 16 de marzo | Philadelphia 76ers | 131–145 | San Francisco Warriors |                               |
|             |                    |         |                        |                               |
|             |                    |         |                        | Pabellón: Cow Palace, Oakland |

## Resumen de los partidos
La temporada se presentaba con una dura pelea en la Conferencia Este. Pur una parte estaban los Boston Celtics, que antes del comienzo de la campaña habían traspasado a Mel Counts a Baltimore Bullets a cambio de Bailey Howell, y se habían reforzado con el veterano Wayne Embry para dar minutos de descanso a la estrella Bill Russell. Los Celtics acabaron la temporada regular con 60 victorias, igualando su segunda mejor marca de su ilustre historia. Pero no fue suficiente para lograr la primera posición, ya que los Sixers, con la novedad de Alex Hannum sustituyendo a Dolph Schayes lograron 68 victorias.El equipo se mostró intratable en ataque, promediando 125,1 puntos por partido, aunque por primera vez en su carrera Wilt Chamberlain no liderara al equipo en anotación, quedándose con su peor marca hasta esa fecha, 24,1 puntos por encuentro. Como ya hiciera con él en los Warriors, Hannum persuadió a Chamberlain para que se concentrara más en la defensa y en el rebote que en el ataque. Y dio sus frutos, ya que acabó la liga como máximo reboteador, con 24,2 por partido, un increíble porcentaja de tiro del 68,3% de efectividad, récord absoluto de la liga, rematando con 7,8 asistencias, el tercer mejor pasador del campeonato. Los sixers no tuvieron piedad en las Finales de Conferencia, barriendo a los Celtics por un contundente 4-1.
En la Conferencia Oeste, los San Francisco Warriors habían resurgido tras la contratación de Bill Sharman como entrenador. Ganaron la temporada regular con cierta comodidad, consiguiendo 44 victorias por 37 derrotas, y superaron a St. Louis Hawks en las Finales de conferencia en seis partidos. Nate Thurmond realizó una buena temporada como pívot, a pesar de romperse una mano justo antes del comienzo de las finales. A pesar de ello evolucionó su juego hacia el poste alto, haciendo que Chamberlain se alejara del aro, y desarrollando un buen tiro de media distancia. Contaban también con Rick Barry, en su segunda temporada como profesional, y tras proclamarse el año anterior Rookie del Año, asombró a todo el mundo promediando 35,6 puntos por partido.

### Partido 1
| 14 de abril                         | San Francisco Warriors                                   | 135–141              | Philadelphia 76ers                                                |                                                                                                |  |  |
|                                     | Parciales: 30–43, 35–30, 28–34, 35–21 (T.E.: 7–13)       |                      |                                                                   |                                                                                                |  |  |
|                                     | Estadísticas Rick Barry 37 Nate Thurmond 31 Rick Barry 7 | Reporte Pts Reb Asts | Estadísticas Hal Greer 32 Wilt Chamberlain 33 Wilt Chamberlain 10 | Pabellón: Philadelphia Convention Hall, Filadelfia, Pensilvania Asistencia: 9,283 espectadores |  |  |
| Philadelphia lidera las series, 1–0 |                                                          |                      |                                                                   |                                                                                                |  |  |
|                                     |                                                          |                      |                                                                   |                                                                                                |  |  |

El Philadelphia Convention Hall acogió el primer partido. Los sixers llegaron a tener una ventaja de 19 puntos en el segundo cuarto, pero los Warriors rredujeron la ventaja hasta llegar igualados en el marcador. Jeff Mullins empató el partido con dos tiros libres en el último minuto, e incluso los Warriors pudieron ganar el encuentro. a falta de 10 segundos Barry dribló a Chet Walker, marchándose ahacia canasta, donde le salió Chamberlain a pararlo. Barry dobló el balón para Thurmond, quien lanzó a canasta, pero Chamberlain recuperó su posición y taponó el lanzamiento, llevando el partido a la prórroga, en la cual los Sixers dominaron, dejando el marcador en 141-135. Hal Greer liideró a Philadelphia con 32 puntos, mientras que Wali Jones consiguió 30, Billy Cunningham 26 y Walker 23. Chamberrlain acabó con 16 puntos.

### Partido 2
| 16 de abril                         | San Francisco Warriors                                 | 95–126               | Philadelphia 76ers                                                |                                                                                                |  |  |
|                                     | Parciales: 17–26, 29–31, 23–28, 26–41                  |                      |                                                                   |                                                                                                |  |  |
|                                     | Estadísticas Rick Barry 30 Nate Thurmond 29 Jim King 6 | Reporte Pts Reb Asts | Estadísticas Hal Greer 30 Wilt Chamberlain 38 Wilt Chamberlain 10 | Pabellón: Philadelphia Convention Hall, Filadelfia, Pensilvania Asistencia: 9,426 espectadores |  |  |
| Philadelphia lidera las series, 2–0 |                                                        |                      |                                                                   |                                                                                                |  |  |
|                                     |                                                        |                      |                                                                   |                                                                                                |  |  |

El segundo encuentro no tuvo historia, ya que los Warriors anotaron un pobre 29% de tiros de campo, llevándose los Sixers la victoria con un contundente 126-95. Chamberlain sólo anotó 10 puntos, pero capturó 38 rebotes, mientras que Greer consiguió 30 puntos y Cunningham 28.

### Partido 3
| 18 de abril                         | Philadelphia 76ers                                                | 124–130              | San Francisco Warriors                                 |                                                                             |  |  |
|                                     | Parciales: 35–32, 28–37, 29–29, 32–32                             |                      |                                                        |                                                                             |  |  |
|                                     | Estadísticas Wilt Chamberlain 26 Wilt Chamberlain 26 Wali Jones 7 | Reporte Pts Reb Asts | Estadísticas Rick Barry 55 Nate Thurmond 25 Jim King 6 | Pabellón: Cow Palace, Daly City, California Asistencia: 14,773 espectadores |  |  |
| Philadelphia lidera las series, 2–1 |                                                                   |                      |                                                        |                                                                             |  |  |
|                                     |                                                                   |                      |                                                        |                                                                             |  |  |

La serie se trasladó al Cow Palace de San Francisco, donde los Warriors necesitaban hacer algo especial para mantenerse vivos en la eliminatoria. Y lo consiguieron, gracias a los 55 puntos de Barry, y los sorprendentes 28 puntos de Jim King. Una vez más Thurmond hizo el trabajo sucio debajo de los tableros, capturando 27 rebotes. Todo ello hizo que los de California se llevaran la victoria por 130-126.

### Partido 4
| 20 de abril                         | Philadelphia 76ers                                               | 122–108              | San Francisco Warriors                                      |                                                                             |  |  |
|                                     | Parciales: 34–27, 26–22, 31–29, 31–30                            |                      |                                                             |                                                                             |  |  |
|                                     | Estadísticas Hal Greer 38 Wilt Chamberlain 27 Wilt Chamberlain 8 | Reporte Pts Reb Asts | Estadísticas Rick Barry 43 Nate Thurmond 25 Nate Thurmond 5 | Pabellón: Cow Palace, Daly City, California Asistencia: 15,117 espectadores |  |  |
| Philadelphia lidera las series, 3–1 |                                                                  |                      |                                                             |                                                                             |  |  |
|                                     |                                                                  |                      |                                                             |                                                                             |  |  |

Pero en el cuarto enfrentamiento los Sixers pusieron las cosas en su sitio, con Greer anotando 38 puntos y Walker 33, mientras que Chamberlain volvió a ser poco productivo en ataque, logrando sólo 10, pero mantuvo a Thurmond alejado de la canasta.

### Partido 5
| 23 de abril                         | San Francisco Warriors                                  | 117–109              | Philadelphia 76ers                                          |                                                                                                 |  |  |
|                                     | Parciales: 31–32, 30–32, 23–32, 33–13                   |                      |                                                             |                                                                                                 |  |  |
|                                     | Estadísticas Rick Barry 36 Nate Thurmond 28 Al Attles 6 | Reporte Pts Reb Asts | Estadísticas Chet Walker 25 Wilt Chamberlain 24 Hal Greer 7 | Pabellón: Philadelphia Convention Hall, Filadelfia, Pensilvania Asistencia: 10,229 espectadores |  |  |
| Philadelphia lidera las series, 3–2 |                                                         |                      |                                                             |                                                                                                 |  |  |
|                                     |                                                         |                      |                                                             |                                                                                                 |  |  |

Tras años de frustración, por fin un equipo liderado por Chamberlain se colocaba 3-1 antes del quinto encuentro de las finales. Pero los Warriors todavía darían batalla, ya que se hicieron con la victoria por 117-109. Los Sixers llegaron a ir 12 puntos arriba en el último cuarto, pero un lamentable porcentaje de 3 de 17 tiros de campo en ese periodo hicieron que los Warriors salieran vivos, forzando un sexto partido.

### Partido 6
| 24 de abril                       | Philadelphia 76ers                                         | 125–122              | San Francisco Warriors                                 |                                                                             |  |  |
|                                   | Parciales: 43–41, 25–31, 28–30, 29–20                      |                      |                                                        |                                                                             |  |  |
|                                   | Estadísticas Wali Jones 27 Wilt Chamberlain 23 Hal Greer 7 | Reporte Pts Reb Asts | Estadísticas Rick Barry 44 Nate Thurmond 22 Jim King 7 | Pabellón: Cow Palace, Daly City, California Asistencia: 15,612 espectadores |  |  |
| Philadelphia gana las series, 4–2 |                                                            |                      |                                                        |                                                                             |  |  |
|                                   |                                                            |                      |                                                        |                                                                             |  |  |

El público de los Warriors se volcó en el siguiente encuentro, el día 24 de abril, abarrotando el Cow Palace con 15.612 aficionados, además de otros 4.400 que pagaron su entrada para verlo por circuito cerrado de televisión. El primer cuarto fue una locura anotadora, con 84 puntos repartidos entre ambos equipos, 43-41 favorable a los Sixers. Los Warriors dominaron posteriormente, llegándose al final del tercero con una ventaja de 102-96. Ya en el último periodo, con el marcador 106-102, un joven Matt Guokas anotó un lanzamiento desde 7 metros, y posteriormente una bandeja, acabando por golpearse con el soporte de la canasta dejándolo fuera del partido. Pero el inicio de la remontada estaba ahí. A partir de ese momento se desencademó una batalla defensiva. Chamberlain y los suyos permitieron sólo 19 puntos hasta el final a los Warriors, mientras que Cunningham anotaba 13 de los 29 puntos restantes de los Sixers, haciéndose con el campeonato, con un marcador de 125-122. Barry fue el máximo anotador con 44 puntos.